# Armoriale delle famiglie italiane (Dam-Daz)
Questo è l'armoriale delle famiglie italiane il cui cognome inizia con le lettere che vanno da Dam a Daz.

## Armi

### Dam
| Stemma | Casato e blasonatura |
| ------ | --- |
|        | D'Amadore (Prato) D'azzurro, al capo d'oro caricato di un albero sradicato al naturale (citato in (16)) |
|        | Da Magnale (Firenze) Di rosso, a sei palle d'argento, 3.2.1 (citato in (16)) (DE) In Rot 6 silberne Scheiben, 3:2:1 gestellt (citato in (23)) alias Di rosso, a sette palle d'argento, sei poste in cinta e una in cuore caricata della crocetta di rosso; al capo d'argento caricato di un lambello a tre pendenti di rosso (citato in (16)) alias Di rosso, a sette palle d'argento, sei poste in cinta e una in cuore caricata della crocetta di rosso; al capo d'Angiò abbassato sotto il capo di Santo Stefano (citato in (16)) |
|        | Damagnale (Toscana) (DE) In Rot 6 silberne Scheiben, 3:2:1 gestellt (citato in (23)) |
|        | D'Amancy Titolo: signori di Barbania, Rivarolo e Bosconero, Rocca di Corio Di rosso, a tre fasce troncate d'oro e d'azzurro alias Fasciato d'oro e di rosso, di sei pezzi alias Di rosso, a tre pali troncati d'oro e d'azzurro (citato in (18)) |
|        | Da Mangona (Firenze) Di..., a sei rocchi di scacchiere di..., 3.2.1, e al capo di... (citato in (16)) |
|        | Da Mare (Venezia) banda di azzurro bordata di argento accompagnata da - 2 monti a 3 cime la centrale più alta di oro contrapposti muoventi dai fianchi della banda tutto su rosso (citato in LEOM) |
|        | Da Marti (Pisa) Troncato: nel 1° d'oro, all'aquila dal volo abbassato di nero; nel 2° di..., a tre teste di leopardo di..., 2.1 (citato in (16)) |
|        | Damas (Francia) Titolo: marchesi di Banchette; baroni di Salerano e Samone D'oro, alla croce di rosso, ancorata Motto: Fidelle et valereux (citato in (18)) |
|        | D'Amato (Scala) (la blasonatura non è stata ancora caricata) (citato in DAlena) |
|        | D'Amato D'azzurro all'ippogrifo d'oro, armato e lampassato di rosso, col capo d'azzurro caricato da 3 stelle d'oro, sostenuto dalla trangia del medesimo (citato in DAlena) |
|        | D'Ambra (Siena, Firenze) D'azzurro, alla banda d'argento caricata di un filo di collana d'oro, infilato di rosso (citato in (16)) |
|        | D'Ambra (Toscana) (DE) In Blau 1 silberner Schrägbalken, der Figur nach belegt mit 1 goldenen Perlenkette (citato in (23)) |
|        | D'Ambrogio (Toscana) (DE) In Blau 1 schwebender goldener Sechsberg, schräg und schräglinks besteckt mit 2 gestielten goldenen Mohnkapseln? (citato in (23)) |
|        | D'Ambrosio (Napoli) Titolo: nobili, principi di Marzano d'azzurro a due mezzi leoni di oro linguati di rosso affrontati ad un fascio di sei spighe di grano al naturale sormontato da una stella codata di oro con la bordura d'argento caricata dalla scritta: singula Coelo ex alto (citato in (4) – Vol. I pag. 372) Partito: nel 1° d'azzurro a due mezzi leoni d'oro linguati di rosso affrontati ad un fascio di 6 spighe di grano al naturale sormontato da una stella codata d'oro con la bordura d'argento caricata dalla scritta: singula Coelo ex alto (citato in DAlena) d'azzurro ai due mezzi leoni d'oro linguati di rosso affrontanti un fascio di spighe al naturale sormontati da una stella d'oro, bordato d'argento caricata della scritta: “singula Coelo ex alto” (citato in (19)) 2 leoni controrampanti uscenti dalla punta di oro reggenti tra le anteriori 6 spighe di grano dello stesso su azzurro - cometa di oro posta in fascia in alto coda a destra su azzurro - bordura di argento su cui è scritto il motto in lettere maiuscole di nero: "SINGULA COELO EX ALTO" (citato in LEOM)                                                                              |
|        | Da Meleto (Firenze) D'azzurro, al rincontro di bue di rosso, sormontato da un giglio d'oro (citato in (16)) |
|        | D'Amely o D'Amelio (Bari, Binetto, Lucera) Titolo: patrizi di Bari, Meladugno, e Binetto di argento a due leoni addossati e coricati sostenenti sul dorso una torre merlata, il tutto al naturale (citato in (4) – Vol. I pag. 373 e in (19)) 2 leoni sdraiati e addossati reggenti sul dorso una torre tutto al naturale su argento aperta e finestrata del campo (citato in LEOM) |
|        | D'Amerigo o Amerighi (Toscana) (DE) In Blau 1 schwebender goldener Sechsberg, überhöht von 1 goldenen Scheibe (citato in (23)) |
|        | Da Mezzane (Verona) 3 stelle (6 raggi) di azzurro su banda di argento su rosso (citato in LEOM) |
|        | Da Mezzano (Firenze) D'azzurro, al monte di sei cime d'argento cimato da una croce latina patente di rosso; e alla banda diminuita attraversante dello stesso (citato in (16)) |
|        | Da Mezzola (Firenze) Trinciato di rosso e di verde, al palo attraversante seminato di Francia (citato in (16)) (DE) In rot-grün schräggeteiltem Feld 1 mit goldenen Lilien besäter blauer Pfahl (citato in (23)) alias Trinciato di rosso e di verde, al palo attraversante seminato di Francia, il palo caricato in alto di un lambello a tre pendenti di rosso (citato in (16)) |
|        | Dami delle Ruote (Firenze) D'azzurro, a tre clave poste in palo al naturale, 1.2 (citato in (16)) |
|        | Damian (Venezia) (FR) D'azur, au chevron de sinople, acc. de trois roses d'or. (citato in JB Rietstap (archiviato dall'url originale il 18 gennaio 2018).) |
|        | Damiani (Napoli, Pozzuoli) Titolo: patrizi di Pozzuoli di azzurro a due sbarre abbassate sotto una riga sormontata da tre teste coronate all'antica: il tutto d'oro (citato in (4) – Vol. II pag. 600 e in (16)) |
|        | Damiani (Palermo, Marsala, Mazara) Titolo: nobili di Sicilia d'azzurro all'albero sostenuto da un leone destrochero sormontato da tre stelle il tutto d'oro (citato in (19)) d'azzurro, all'albero sradicato, addestrato da un leone controrampante e accompagnato, in capo, da tre stelle, ordinate in fascia; il tutto d'oro (citato in Mango e in (27)) leone rampante rivolto di oro contro un albero sradicato dello stesso su azzurro - 3 stelle (5 raggi) di oro poste in fascia in alto su azzurro (citato in LEOM) alias d'azzurro alla fascia e due sbarre sormontate da tre teste di profilo coronate il tutto d'oro (citato in (19)) alias d'azzurro, alla fascia sostenuta da due sbarre e sormontata da tre teste coronate, il tutto d'oro (citato in Mango e in (27)) d'azzurro, con due sbarre abbassate sotto di una riga sormontata da tre teste coronate all'antica, il tutto di oro (citato in (27)) filetto in fascia di oro sostenuto da 2 sbarre dello stesso su azzurro - 3 teste coronate di profilo di oro poste in fascia in alto su azzurro (citato in LEOM) Notizie storiche in Famiglie nobili di Sicilia. Ulteriori notizie storiche in Famiglie nobili di Sicilia. |
|        | Damiani (Pistoia) Partito: nel 1º d'oro, all'albero sradicato di verde; nel 2º d'azzurro, a tre crescenti montanti d'argento, ordinati in palo (citato in (16)) |
|        | Damiani (Pontremoli, Pisa, Livorno) D'azzurro, alla gemella in banda d'oro alias Partito: nel 1º d'argento, a tre rami di rosaio di verde, fioriti di un pezzo di rosso, ordinati l'uno sull'altro; nel 2º d'azzurro, a tre fasce d'oro alias Partito: nel 1º d'argento, a tre rami di rosaio di verde, fioriti di un pezzo di rosso, ordinati l'uno sull'altro; nel 2º d'azzurro, a tre sbarre d'oro (citato in (16)) |
|        | Damiani (Pontremoli) 2 bande di oro su azzurro (citato in LEOM) |
|        | Damiani (Siena) D'argento, allo scaglione d'azzurro, cimato da un'aquila dal volo spiegato di nero, e accompagnato in punta da un monte di tre cime d'azzurro (citato in (16)) |
|        | Damiani (Salò) troncato nel 1º al volatile con nel becco un ramoscello d'ulivo, e due stelle a otto punte; nel 2º a una stella, a otto punte, nel mezzo delle iniziali G e D (citato in Template:CIta) |
|        | Damiani di Vergada (Italia, Dalmazia Croazia, Zara) Titoli: Conti di Vergada, nobili Zara, Scardona, Sebenico, nobili dei Conti Gliubavaz Frangipani (Frankopanovich Francopanovic Francopanovits) de Detrico inquartato: nel primo spaccato, di rosso alla stella d'oro a sei punte e d'oro pieno (Detrico Dalmazia e Venezia). Nel secondo, di rosso a due leoni affrontati d'oro tenenti un pane d'oro (Frangipani Frankopanovich Francopanovic Fancopanovits). Nel terzo d'azzurro alla mano aperta in fascia, al naturale (Gliubavaz). Nel quarto d'argento alla colomba al naturale, posta su di un monte (Damiani) (citato in (7) – Vol. I) |
|        | Damiano o Damiani (Asti) Titolo: marchesi di Saliceto; conti di Priocca, Verduno; consignori di Castelletto Merli, Castellinaldo, Piobesi, Ponzano Di rosso, alla stella (8) d'argento, con il capo d'oro, carico di un'aquila coronata, di nero alias Di rosso, alla stella (8) d'oro, con il capo d'oro, carico di un'aquila coronata, di nero alias Inquartato, di Damiano e di Del Carretto alias Di rosso, alla stella (8) d'argento, con il capo d'oro, carico di un'aquila coronata, di nero Motto: Al rcht, al recht (citato in (18)) |
|        | D'Amic (Nizzardo) D'azzurro, a tre scaglioni d'oro, sormontati da un leone nascente, dello stesso (citato in (18)) |
|        | Da Micciole (Firenze) D'argento, alla fascia di nero (citato in (16)) (DE) In Silber 1 schwarzer Balken (citato in (23)) |
|        | D'Amicis o Amici (Entraunes) Titolo: consignori di Verraillon (Provenza) D'azzurro, a due sciabole, addossate e decussate, accompagnate, in capo, da un cuore, in punta da una fede con le braccia piegate a scaglione, il tutto d'argento (citato in (18)) |
|        | D'Amico o Amico (Messina, Milazzo, Catania, Milano) Titolo: Marchese di Calvello, Cavaliere. Nobile di Messina, nobili di Sicilia d'oro, alla banda d'azzurro, sostenente uno sparviero al naturale, passante sulla medesima (citato in (4) – Vol. I pag. 375, in (19) e in Mango) |
|        | D'Amico o Amico (Messina, Milano) Titoli:Marchese, Cavaliere. Nobile di Messina d'oro, alla banda d'azzurro, sostenente uno sparviero di nero passante ed accompagnata nel cantone superiore destro da una stella d'azzurro (citato in (4) – Vol. IX pag. 210) banda di azzurro su oro - stella (5 raggi) di azzurro sparviero di nero passante sulla banda a destra su oro (citato in LEOM) |
|        | Da Milano o Milani (Tortona, Alessandria) D'oro, a due tronchi di verde, noderosi, decussati alias Troncato, al 1° d'argento, carico di una M maiuscola, accompagnata da due piccoli rombi, il tutto di rosso, al 2° palato di rosso e d'oro, con il capo d'oro, carico di un'aquila coronata, di nero alias Troncato, al 1° d'argento, carico di una M maiuscola, di rosso, al 2° palato d'oro e d'azzurro, con il capo d'oro, carico di un'aquila di nero alias Di rosso, a due sbarre d'argento, con il capo d'oro, carico di un'aquila coronata, di nero, sostenuto da una fascia, d'azzurro, carica di tre stelle d'argento (citato in (18)) |
|        | Damilano (Savigliano, Fossano, Cherasco) Titolo: consignori di Castiglione Falletto D'oro, a tre pali di rosso, con il capo del primo, carico di un'aquila di nero alias D'oro, a tre pali di rosso, con il capo del primo, carico di un'aquila di nero, il capo sostenuto d'azzurro Motto: Moderata durant (citato in (18)) |
|        | Damilano (Fossano) Sbarrato d'azzurro e di rosso, con il capo d'oro, carico di un'aquila coronata, di nero (citato in (18)) |
|        | Da Milazzo o Signorini o Signorini della Chiave o Signorini del Drago o Signorini di Santo Spirito(Toscana) (DE) In Blau 1 goldener Turm mit naturfarbenem Tor, überhöht von 1 schwarzen Hut und oben begleitet von 3 achtstrahligen goldenen Sternen balkenweise (citato in (23)) |
|        | Da Montauto (Firenze) D'azzurro, allo scaglione d'oro accompagnato da tre stelle a otto punte dello stesso, 2.1; e al capo cucito di rosso caricato di un leone leopardito d'oro alias D'azzurro, allo scaglione d'oro accompagnato da tre stelle a otto punte dello stesso, 2.1; e al capo cucito di rosso caricato di un leopardo d'oro alias D'azzurro, allo scaglione d'oro accompagnato da tre stelle a sei punte dello stesso, 2.1; e al capo cucito di rosso caricato di un leone leopardito d'oro alias D'azzurro, allo scaglione d'oro accompagnato da tre stelle a sei punte dello stesso, 2.1; e al capo cucito di rosso caricato di un leopardo d'oro (citato in (16)) |
|        | Da Monte Migliorati (Firenze) Partito d'argento e di verde, alla stella confinante a otto punte dell'uno all'altro (citato in (16)) |
|        | Da Montefoscoli (Pisa) D'oro, all'aquila bicipite dal volo abbassato di nero (citato in (16)) |
|        | Da Montegonzi (Firenze) D'azzurro, a tre pali d'argento e alla fascia attraversante di rosso (citato in (16)) |
|        | Da Montelatico (Toscana) (DE) 1 schwebender Sechsberg (citato in (23)) |
|        | Da Montespertoli (Firenze) Di rosso, a tre palle d'argento, 2.1; e al capo d'oro pieno (citato in (16)) |
|        | Da Montevarchi (Firenze) Di..., al leone di..., posto in mezzo a tre stelle a otto punte di..., 2.1, e accompagnato in capo dalle lettere B A O in caratteri gotici di... (citato in (16)) |
|        | D'Amore (Napoletano) (di rosso, al cherubino d'oro, col viso di carnagione, posto in capo e accompagnato da tre stelle (5) pure d'oro, poste 2 e 1 in punta) (citato in (22)) |
|        | Da Morrona (Pisa) Troncato d'argento e di nero, al cane rampante collarinato di rosso, tenente in palo un dardo basso, il tutto dell'uno all'altro (citato in (16)) |
|        | Da Mosciano (Toscana) (DE) 1 Ziegenbock, begleitet rechts von 1 zunehmenden, oben von 1 liegenden und links von 1 abnehmenden Halbmond (citato in (23)) |
|        | Da Mugnese (Prato) Di rosso, a due martelli decussati d'argento, manicati d'oro e legati del secondo alias D'azzurro, a due martelli decussati d'argento, manicati d'oro e legati del secondo (citato in (16)) |
|        | Da Musignano (Toscana) (DE) In Silber 1 rote Rose (citato in (23)) |

### Dan
| Stemma | Casato e blasonatura |
| ------ | --- |
|        | D'Ancora (Roma, Napoli, Amalfi) Titolo: nobile di argento alla banda di rosso accostata da due ancore di ferro al naturale (citato in (4) – Vol. I pag. 378 e in (19)) banda di rosso su argento - 2 ancore al naturale poste (ordinate) in sbarra su argento (citato in LEOM) Motto: Tenax funditus |
|        | Dandi de' Conti Gangalandi (Toscana) (DE) Gespalten: Rechts in Blau 1 goldener Löwe, in der Rechten 1 goldene Lilie haltend und belegt mit 1 silberbordierten blauen Schild, links in Rot 2 silberne Pfähle (citato in (23)) |
|        | Dandi di Gangalandi (Firenze) Partito: nel 1º inquartato decussato d'argento e di nero, al leone attraversante d'oro, tenente un giglio dello stesso; nel 2º palato d'argento e di rosso alias Partito: nel 1º inquartato decussato d'azzurro e d'oro, al leone del secondo tenente un giglio dello stesso; nel 2º palato d'argento e di rosso alias Di..., al leone leopardito di..., caricato dello scudetto di Gangalandi (citato in (16)) |
|        | Dandi Gangalandi (Roma) partito di rosso e d'argento, alla pila rovesciata dell'uno nell'altro dai lati ricurvi. (Immagine nell' Archivio Storico Capitolino (PDF) (archiviato dall'url originale il 24 febbraio 2017).) |
|        | Dandini (Cesena, Milano, Faenza, Rieti) trinciato d'azzurro e d'oro a 3 stelle (6) dell'uno all'altro ed il capo d'oro caricato di un'aquila spiegata di nero (citato in (2) – pag. 222, in (4) - Vol. II pag. 600 (aquila di nero coronata dello stesso), in (5) - pag. 124 e in DAlena) |
|        | Dandini trinciato d'azzurro e d'oro a 3 stelle (6) disposte in banda dell'uno all'altro (citato in (4) – Vol. II pag. 601) |
|        | Dandini (Siena) Trinciato d'azzurro e d'oro, a tre stelle a sei punte attraversanti dell'uno all'altro; con il capo d'argento, caricato di un'aquila dal volo spiegato di nero, coronata del campo alias Trinciato d'azzurro e d'oro, a tre stelle a sei punte attraversanti dell'uno all'altro; con il capo d'oro, caricato di un'aquila dal volo spiegato di nero, coronata del campo (citato in (16)) |
|        | Dandini (Cesena) Titolo: conti Trinciato d'azzurro e d'oro, a tre stelle dell'uno nell'altro, con il capo d'oro, carico di un'aquila di nero (citato in (18)) alias Trinciato d'azzurro e d'oro, a tre stelle d'argento sulla partizione, con il capo d'oro, carico di un'aquila di nero (citato in (18)) (la blasonatura non è stata ancora caricata) (citato in BLCW) Immagine in Blasone Cesenate. |
|        | Dandini (Roma) Trinciato d'azzurro e d'oro, a tre stelle dell'uno nell'altro, con il capo d'oro, carico di un'aquila di nero (Immagine nell' Archivio Storico Capitolino (PDF) (archiviato dall'url originale il 4 marzo 2016).) |
|        | Dandini de Sylva (Firenze, Messico) partito: nel 1º trinciato d'azzurro e d'oro a 3 stelle (6) disposte in banda dell'uno all'altro (Dandini); nel 2º d'argento al leone al naturale, linguato di rosso, coronato di oro (De Sylva) Cimiero: una testa di moro (De Sylva) (citato in (4) – Vol. II pag. 601) |
|        | Dandolo (Venezia) Titoli: N.U.N.D., Patrizio veneto troncato d'argento e di rosso (citato in (4) - Vol. II pag. 601 e nella Enciclopedia Garzanti Universale. Garzanti, XVIII edizione, 1974) |
|        | Dandolo (Venezia) specchio di oro accollato da serpente di argento su verde - pecora passante al naturale su ristretto di verde su azzurro - ciotola di nero su argento - 2 sbarre di argento su verde (citato in LEOM) |
|        | Dandoni (Pistoia) di rosso, alla banda d'oro, caricata da tre campane di nero (citato in CROL – pag. 20) |
|        | D'Andrea (Napoli, Roma) Titolo: marchesi di Pescopagano d'azzurro, alla croce di S.Andrea d'oro, e accompagnata in capo da un giglio dello stesso, e in punta da un pugnale d'argento, impugnato d'oro (citato in CROL – pag. 20) alias d'azzurro alla croce di S. Andrea d'oro, accompagnata nel capo da un giglio dello stesso, e nella punta da un pugnale d'argento manicato d'oro (citato in (4) – Vol. I pag. 378) croce di Sant'Andrea di oro su azzurro accantonata da - in alto da giglio di oro su azzurro - in basso da pugnale di argento manicato di oro posto in palo punta al basso su azzurro (citato in LEOM) D'azzurro alla croce di Sant'Andrea d'oro accompagnata nel capo da un giglio del medesimo, e nella punta da un pugnale d'argento manicato d'oro (citato in DAlena e in (19)) Notizie storiche nel sito della Associazione Pro Trevi. |
|        | D'Andrea (Roma) (la blasonatura non è stata ancora caricata) (Immagine nell' Archivio Storico Capitolino (PDF) (archiviato dall'url originale il 5 marzo 2016).) |
|        | D'Andrea (Roma) (la blasonatura non è stata ancora caricata) (Immagine nell' Archivio Storico Capitolino (PDF) (archiviato dall'url originale il 5 marzo 2016).) |
|        | D'Andria (Napoli) Titolo: Nobile di argento alla banda di rosso accostata da sei rose del medesimo, tre in capo e tre in punta (citato in (4) – Vol. I pag. 382 e in (19)) banda di rosso su argento - 6 rose di rosso poste in doppia banda su argento (citato in LEOM) |
|        | Danese (Biella) Di [...] al cavallo (?) di [...], tenente con la zampa anteriore destra un giglio (?), di [...] (citato in (18)) |
|        | Danese o Danesio o Danesi o Danesy (Bibiana, Pinerolo, Saluzzo) Titolo: conti Troncato, al 1° d'azzurro, al leopardo d'oro, illeonito e rivoltato, al 2° (d'oro?), allo scaglione accompagnato da tre stelle, il tutto d'oro, e carico di tre bisanti, d'argento (citato in (18)) alias D'oro, allo scaglione di rosso, carico di tre bisanti del campo, accompagnato da tre rose di rosso, bottonate d'oro, 2, 1, con il capo d'azzurro, carico di un leone passante guardante, d'argento (citato in (18)) alias Troncato, di [...] e d'azzurro, con la fascia in divisa di [...] passante sulla partizione, accompagnata in capo da un leone passante di [...], in punta da uno scaglione di [...], carico di tre bisanti di [...], e accompagnato da tre stelle (6) di [...] (citato in (18)) Motto: In arduis virtus |
|        | Danesi (Napoli) (la blasonatura non è stata ancora caricata) (citato in DAlena) |
|        | Danesi (Cesena) (la blasonatura non è stata ancora caricata) (citato in BLCW) Immagine in Blasone Cesenate. |
|        | D'Angelo (Pisa, Livorno, Firenze) d'oro al mastio di fortezza munito di torre, fondato sulla pianura erbosa, al naturale, sormontato da un'aquila di nero, caricata in petto da uno scudetto d'azzurro, alla fascia accompagnata da due stelle di 6 raggi, il tutto d'oro (citato in (4) – Vol. I pag. 387) D'oro, al castello turrito di un pezzo al naturale, fondato sul terreno dello stesso e sormontato dall'aquila dal volo abbassato di nero, caricata nel cuore di uno scudetto d'azzurro, sovraccaricato della fascia d'oro accompagnata da due stelle a sei punte dello stesso, 1.1 (citato in (16)) castello a una torre merlato alla guelfa su terrazzo tutto al naturale su oro - aquila di nero in alto su oro caricata in petto da uno scudetto ovale: fascia di oro accompagnata da 2 stelle (6 raggi) dello stesso poste in palo su azzurro (citato in LEOM) alias D'oro, al castello turrito di un pezzo al naturale, fondato sul terreno dello stesso e sormontato dall'aquila dal volo abbassato di nero, caricata nel cuore di uno scudetto d'azzurro, sovraccaricato della fascia d'oro accompagnata da due stelle a sei punte dello stesso, 1.1; con il capo di Santo Stefano (citato in (16)) |
|        | D'Angelo (Palermo, Napoli) Titolo: baroni; marchesi d'azzurro, alla fascia d'oro, accompagnata da due stelle(6 ?) dello stesso una in capo e una in punta (citato in (4) – Vol. I pag. 387, in (19) e in (22)) fascia di oro accompagnata da 2 stelle (6 raggi) dello stesso poste in palo su azzurro (citato in LEOM) |
|        | D'Angelo o Angelo (Sicilia) d'azzurro, alla afscia d'oro, accompagnata da due stelle dello stesso, un a in capo e una in punta (citato in Mango) |
|        | D'Angelo o De Angelis (Molise) D'azzurro a tre fasce d'argento alias D'azzurro con una fascia d'oro, ed una stella d'oro per ciascun campo (citato in DAlena) |
|        | Dangenes a Ramboglietto (Francia) (la blasonatura non è stata ancora caricata) (citato in UNFE) Immagine nella Biblioteca Estense Universitaria (id. 5482). |
|        | Dangenes a Rambolietto (Francia) (la blasonatura non è stata ancora caricata) (citato in UNFE) Immagine nella Biblioteca Estense Universitaria (id. 5566). |
|        | D'Angiò (Molise) D'azzurro a tre gigli d'oro con la bordura di rosso (citato in DAlena) |
|        | D'Anglona (Molise) (la blasonatura non è stata ancora caricata) (citato in DAlena) |
|        | D'Angosa (Molise) (la blasonatura non è stata ancora caricata) (citato in DAlena) |
|        | Dani (Nizza, Piemonte) Titolo: conti di Villafranca d'oro, all'albero nodrito sulla pianura erbosa sinistrato da un daino saliente al tronco, il tutto al naturale (citato in (2) – pag. 222 e in DAlena) D'oro, all'albero nutrito nella pianura erbosa, il tronco sostenuto da un daino, il tutto al naturale (citato in (18)) |
|        | Dani (Firenze) D'azzurro, alla banda diminuita di rosso, accompagnata da tre gigli d'oro, 2.1, e sormontata da un lambello a quattro pendenti di rosso (citato in (16)) |
|        | Dani (Torino) Titolo: conti di Magnano D'azzurro, al daino d'argento, slanciato verso una stella di sei raggi, d'oro, posta nel punto destro del capo (citato in (18)) |
|        | Dani o Dani di Pistoia (Toscana) (DE) In Silber 3 fächerförmig gestellte blaue Keulen, aus dem unteren Schildrand hervorkommend (citato in (23)) |
|        | Dania (Ovada) Troncato: nel 1° di rosso, all'aquila rivoltata col volo abbassato di nero, coronata d'oro; nel 2° d'oro, al mare d'azzurro, all'anatra rivoltata natante d'argento (citato in (31)) |
|        | Daniele (Napoli) Titolo: nobili di rosso all'aquila d'argento tenente con l'artiglio sinistro una bandiera dello stesso svolazzante a sinistra sopra una campagna cucita d'azzurro (citato in (4) – Vol. II pag. 602 e in (19)) |
|        | Daniele o Danieli (Napoli) agnello pasquale di argento su campagna di azzurro su rosso (citato in LEOM) |
|        | Daniele o Danieli (Napoli) agnello pasquale al naturale su azzurro (citato in LEOM) |
|        | Daniele (Siracusa, Roma, Caserta) Titolo: signore di Canicattini; nobili, nobili dei marchesi di Bagni; marchese delli Bagni di rosso all'agnello d'argento sostenente con la zampa anteriore una banderuola crociata di rosso, alla campagna d'azzurro (citato in (19)) di rosso, all'agnello pasquale d'argento, posto sulla campagna d'azzurro (citato in Mango) di rosso, con un agnello d'argento tenente una bandiera dello stesso svolazzante a sinistra sopra una campagna cucita di azzurro (citato in (27)) alias d'azzurro alla fascia gemella di rosso con un agnello accovacciato, tenente una banderuola di rosso crociata d'argento, asta d'oro, in punta due stelle dello stesso (citato in (19)) gemella in fascia di rosso su azzurro - sostenente agnello pasquale accovacciato - 2 stelle (8 raggi) di oro su azzurro (citato in LEOM) Corona di marchese Notizie storiche in Famiglie nobili di Sicilia. Ulteriori notizie storiche in Famiglie nobili di Sicilia. |
|        | Daniele (Catania) di rosso all'agnello d'argento sostenente con le zampe anteriori una banderuola dello stesso svolazzante a destra, al terreno di verde (Immagine nella Raccolta stemmi Trippini (JPG).) |
|        | Danieli Titolo: Conte d'azzurro fiancheggiato d'oro, al leone del secondo con la campagna di verde Motto: Frangar non flectar (citato in (4) – Vol. II pag. 602) |
|        | Danieli (Siracusa, Noto) di rosso, all'agnello pasquale d'argento posto sulla campagna d'azzurro. - alias d'azzurro, all'agnello pasquale al naturale che tiene col piede destro una bandiera di rosso caricata di una croce d'argento (citato in (27)) Notizie storiche in Famiglie nobili di Sicilia. |
|        | Danielli (Firenze) D'azzurro, alla fascia di rosso, sormontata da una rosa d'oro, e accompagnata in punta da un'incudine d'argento; il tutto abbassato sotto il capo cucito d'Angiò (citato in (16)) |
|        | Danielli (Fossombrone) (la blasonatura non è stata ancora caricata) (citato in DAlena) |
|        | Danielli (Cesena) (la blasonatura non è stata ancora caricata) (citato in BLCW) Immagine in Blasone Cesenate. |
|        | D'Anjou Titolo: Conti di Asti D'azzurro, seminato di gigli d'oro, con il lambello di rosso, attraversante alias D'azzurro, a tre gigli d'oro, con il lambello di rosso, attraversante (citato in (1318) |
|        | D'Anna (Marsala, Corleone) Titolo: marchese del Canneto di verde, al giglio d'oro, accostato da due rose dello stesso (citato in (4) – Vol. I pag. 393, in (19) e in (22)) giglio di oro affiancato da 2 rose dello stesso su verde (citato in LEOM) |
|        | D'Anna (Napoli) Titolo: duca di Laviano, Castelgrandine, marchese di Rapone, nobile dei duchi di Laviano troncato nel primo cucito d'azzurro e nel secondo d'argento a tre bande di rosso (arma antica) (citato in (22)) alias troncato, d'azzurro al crescente montante d'oro accostato da due stelle dello stesso e d'argento a tre bande di rosso (citato in (22)) alias inquartato: nel 1º e 4º troncato di azzurro a tre gigli d'oro e di argento a tre bande di rosso; nel 2º e 3º troncato di azzurro al crescente montante di oro accostato da due stelle dello stesso, e di argento a tre bande di rosso (citato in (4) – Vol. I pag. 393, in (19) e in (22)) 3 gigli di oro posti in fascia su azzurro - 3 bande di rosso su argento - luna montante di oro affiancata da 2 stelle (5 raggi) dello stesso su azzurro - 3 bande di rosso su argento (citato in LEOM) Notizie storiche in Nobili napoletani. |
|        | D'Anna (Barletta) d'azzurro, alla banda cucita di rosso, accompagnata da due gigli d'oro, uno in capo e l'altro in punta (citato in (22)) |
|        | D'Anna (Palermo) (d'azzurro, alla fascia di rosso accompagnata da un giglio d'oro in capo e da due rose di rosso in punta) (citato in (22)) |
|        | D'Anna (Molise) Un campo diviso per mezzo; di sopra una mezzaluna con due stelle d'oro in campo azzurro, e di sotto tre bande di rosso in campo d'argento, inquartato con tre gigli di Francia in campo d'azzurro e tre bande di rosso in campo d'argento (citato in DAlena) |
|        | D'Anna (Napoletano) (la blasonatura non è stata ancora caricata) (bandato d'argento e di rosso, al capo d'azzurro caricato di un crescente montante d'argento fra due stelle (8) d'oro) (citato in (16)) |
|        | D'Anna (Napoletano) (la blasonatura non è stata ancora caricata) (bandato d'argento e d'azzurro, al capo d'azzurro cariacto di tre gigli d'oro) (citato in (16)) |
|        | D'Anna (Napoletano) (la blasonatura non è stata ancora caricata) (d'oro, a tre bande d'azzurro, al capo d'azzurro caricato di un crescente d'argento fra due stelle (8) d'oro, sostenuto da una fascia in divisa d'argento) (citato in (16)) |
|        | Danna (Savigliano) Titolo: consignori di Usseglio D'argento, mantellato d'azzurro, questo carico di due colombe del primo, con il capo d'oro, carico di un'aquila coronata, di nero (citato in (18)) |
|        | D'Annunzio (Vittoriale Gardone) d'azzurro al monte nevoso di argento accompagnato in capo dalla costellazione dell'Orsa Maggiore d'argento (7 stelle di 7 punte cad.) (citato in (4) – Vol. I pag. 394 e in DAlena) monte nevoso di argento uscente dalla punta su azzurro - 7 stelle (7 raggi) di oro poste come la costellazione dell'Orsa Maggiore in alto su azzurro (citato in LEOM) Ornamenti dello scudo: il cordone francescano Elmo e Corona: da Principe Padiglione: con il colmo di ermellino e frangia d'oro; con la ortina formata dalla bandiera della Reggenzia italiana del Carnaro (campo roso con il serpe di verde mordentesi la coda e con il nastro con le lettere in oro Quis contra nos? e con la costellazione dell'Orsa Maggiore in argento. La cortina è fermata con i piuoli Trofeo: dietro il padiglione sorgono le bandiere di Fiume (viola, oro e azzurro) e della Dalmazia (d'azzurro a tre teste di leopardo coronate d'oro) Motto: Immotus nec iners |
|        | Da Novara (Novara, Ferrara) Titolo: conti di Odalengo Piccolo D'azzurro, alla ruota di Santa Caterina, d'oro, accompagnata in capo da due compassi aperti, d'argento, in palo con le punte volte in basso alias Inquartato, al 1° e 4° d'oro, all'aquila di nero, coronata del campo, al 2° e 3° d'argento, partito da un filetto di nero, a tre fasce doppiomerlate, d'oro, per inchiesta, addestrate da tre stelle d'oro, in palo; e sul tutto di verde, alla ruota di Santa Caterina, d'oro, accompagnata in capo da due compassi aperti, d'argento, montati d'oro, in palo con le punte volte in basso Motto: Exitus verum prudentia metitur (citato in (18)) |
|        | Danovaro (Genova) croce di Sant'Andrea di rosso bordata di oro su azzurro - stella (5 raggi) di oro su azzurro in alto - mazzo di 5 spighe di frumento di oro ai lati - vascello di oro in punta su azzurro (citato in LEOM) |
|        | Da Novi (Novi Ligure, Genova) D'azzurro, al grifone troncato di verde e d'oro (citato in (18)) |
|        | Danso o De Anso (Piemonte) Troncato, al 1° d'argento, a due galli di rosso, affrontati, al 2° scaccato d'oro e di rosso Motto: Todo es nada de favor (citato in DAlena e in (18)) |
|        | Danti (Livorno) Di rosso, al grifone d'oro, coronato dello stesso (citato in (16)) |
|        | Danti (Toscana) (DE) Gold-schwarz gespalten und überdeckt von 1 silbernen Balken (citato in (23)) |
|        | Danti o Danti da Castiglione (Toscana) (DE) Über 1 grünen Boden 1 natürlich bewölkter blauer Himmel und 1 goldener Sechsberg, schräg und schräglinks besteckt mit 1 grünen Palmzweig und 1 goldenen Palmzweig (citato in (23)) |
|        | D'Antica (Firenze) D'argento, al grifone di nero e alla banda diminuita attraversante di rosso (citato in (16)) |
|        | D'Antiochia (Molise, Abruzzo) Di rosso, seminato di gigli d'oro alias D'argento all'aquila di nero, coronata dello stesso (citato in DAlena) |
|        | D'Antiochia o D'Antioche (Cipro) Titolo: consignori di Borgaro Torinese Di rosso alla fascia, sormontata da tre gigli, ordinati in fascia, il tutto d'oro (citato in (18)) |
|        | D'Antona (Di rosso, alla torre d'argento fondata su un monte di quattro cime d'oro nascente dalla punta ?) (citato in ) |
|        | D'Antonia (Sparone) D'azzurro, al ramo di palma d'oro, e alla penna d'argento, decussate, accantonate da quattro stelle d'oro, con il capo d'oro, carico di un'aquila coronata, di nero Motto: Stupefacit insidiantibus (citato in (18)) |
|        | D'Antonio (Vicenza) troncato d'azzurro e d'argento, al fiore di pervinca del secondo fustato e fogliato di verde attraversante sul tutto, accompagnato in capo da 2 stelle d'oro (citato in (2) – pag. 434 e in DAlena) |
|        | D'Antonio (Firenze) D'argento, all'albero sradicato al naturale, e alla banda attraversante d'azzurro, caricata di tre pere del campo, poste rivolte nel senso della pezza alias D'argento, all'albero sradicato al naturale, e alla banda attraversante d'azzurro, caricata di tre pere del campo, poste rivolte nel senso della pezza, accompagnato dalle lettere maiuscole L e G di nero, poste una al centro del lato destro e l'altra al centro del lato sinistro (citato in (16)) |
|        | Danzetta (Perugia) d'azzurro, alla stella d'oro (citato in (2) – pag. 524, in (4) - Vol. II pag. 602 e in DAlena) |

### Dao
| Stemma | Casato e blasonatura |
| ------ | --- |
|        | Da Orti (Firenze) D'azzurro, al crescente montante d'oro sormontato da una stella a otto punte dello stesso (citato in (16)) |

### Dap
| Stemma | Casato e blasonatura |
| ------ | --- |
|        | Da Pace (Padova) lettera P maiuscola di nero su argento - 3 sbarre di rosso su argento (citato in LEOM) |
|        | Da Palazzo d'oro, a tre pali di rosso (citato in (3) ) |
|        | Da Panzano (Firenze) Trinciato d'argento e di rosso, a due stelle a otto punte dell'uno nell'altro e alla banda d'argento bordata d'azzurro, passata sulla partizione e talvolta caricata di una fiamma di rosso (citato in (16))                                                                  |
|        | Da Panzano (Firenze) Inquartato decussato d'azzurro e d'argento, all'aquila dal volo abbassato attraversante dell'uno all'altro alias Troncato d'azzurro e d'argento, all'aquila dal volo abbassato attraversante dell'uno all'altro (citato in (16))                                              |
|        | Da Panzano (Toscana) (DE) In Silber 1 roter Schrägbalken, oben rechts belegt mit 1 achtstrahligen goldenen Stern (citato in (23)) |
|        | Da Passano (San Venerio, Firenze) leone rampante troncato di oro e di azzurro su troncato di azzurro e di oro - 3 gigli di oro posti in fascia in alto sull'azzurro (citato in LEOM) |
|        | Da Passano (Genova) leone rampante troncato di oro e di azzurro su troncato di azzurro e di oro (citato in LEOM) |
|        | Da Passignano (Toscana) (DE) In Blau 1 goldener Gehstock, links mit 1 zunehmenden goldenen Großbuchstaben P anstoßend (citato in (23)) |
|        | Da Peccioli (Pisa) Di rosso, al leone d'oro e alla banda attraversante d'argento (citato in (16)) |
|        | Da Persico (Verona) scaglione di oro accompagnato da - 3 pesche al naturale con il gambo fogliato poste 2,1 tutto su rosso (citato in LEOM) |
|        | Da Pesciola (Firenze) Inquartato d'argento e d'azzurro, a quattro pesci nuotanti in banda dell'uno nell'altro (citato in (16)) (DE) In silber-blau geviertem Feld 4 schräggelegte Fische in verwechselten Tinkturen (citato in (23))                                                               |
|        | Da Pesciola (Toscana) (DE) Silber-blau geviert: In Platz 2 1 schräggelegter silberner Fisch (citato in (23)) |
|        | Da Picchena (Volterra, Colle, Firenze) D'azzurro, a tre uccelli dal volo chiuso di verde, 2.1, e al capo cucito d'Angiò alias D'azzurro, a tre uccelli dal volo chiuso d'oro, 2.1, e al capo cucito d'Angiò (citato in (16))                                                                       |
|        | Da Picchena (Toscana) (DE) Unter 1 blauen Schildhaupt, darin 1 vierlätziger roter Turnierkragen mit je 1 goldenen Lilie zwischen den Lätzen (Capo d'Angiò), in Blau 3 senkrecht gelegte schreitende goldene Vögel 2:1 gestellt (citato in (23))                                                    |
|        | Da Pignano (Firenze) D'argento, al leone di rosso armato d'azzurro (citato in (16)) |
|        | Da Piombino (Pisa) Di rosso, allo scaglione d'oro, accompagnato da tre pine dello stesso, 2.1 (citato in (16)) |
|        | Da Polenta (Cesena) (la blasonatura non è stata ancora caricata) (citato in BLCW) Immagine in Blasone Cesenate. |
|        | Da Pontassieve (Firenze) Di..., al monte di sei cime di..., cimato da una testa di capro di... (citato in (16)) |
|        | D'Aponte (Foggia) (la blasonatura non è stata ancora caricata) (citato in DAlena) |
|        | D'Aponte o Del Ponte (Napoli, Rutigliano) d'argento al ponte di due archi d'argento sormontato da due torri pure d'argento (citato in (29)) |
|        | Da Ponte (Lodi) 2 bande di rosso accompagnate da - 4 stelle (6 raggi) di oro poste in banda 1,2,1 tutto su azzurro (citato in LEOM) |
|        | Da Ponte o Daponte (Brescia) sole raggiante di oro su azzurro - tronco di albero al naturale tagliato fisso su terrazzo di verde uscente dalla punta su argento - sbarra convessa di rosso mattonata di argento su argento - aquila ali abbassate (volo) coronata di oro su verde (citato in LEOM) |
|        | Da Ponte (Padova) ponte a 3 luci fondato su fiume tutto al naturale su oro sormontato da - 3 frutti di melograno di rosso fogliati di verde posti in fascia su oro (citato in LEOM) |
|        | Da Porcari (Pisa) Troncato: nel 1° di rosso pieno; nel 2° d'argento, a due porci passanti di nero l'uno dietro l'altro (citato in (16)) |
|        | Da Porto troncato d'oro e d'azzurro, alla fascia nebuloso d'argento, sormontata da un'aquila di nero, coronata dello stesso (citato in (5) – pag. 144) |
|        | Da Porto (Cesena) (la blasonatura non è stata ancora caricata) (citato in BLCW) Immagine in Blasone Cesenate. |
|        | D'Appiano (Molise) Rombeggiato di rosso e d'argento (citato in DAlena) |
|        | Da Prato (Caldiero) monte a 7 cime di verde uscente dalla punta (3,4) sostenente - una croce latina di oro col sudario della Passione (lenzuolo) di argento accollato alla traversa tutto su azzurro (citato in LEOM)                                                                              |
|        | Da Procida (Abruzzo) (la blasonatura non è stata ancora caricata) (citato in DAlena) |
|        | Daprotis (Nizzardo) Troncato d'azzurro e d'oro, l'azzurro caricato di tre dardi d'oro, posti in palo, la punta in alto (citato in (18)) |
|        | Da Putignano (Pisa) Palato di sei pezzi d'argento e di rosso (citato in (16)) |
|        | D'Apuzzo (Napoletano) (la blasonatura non è stata ancora caricata) (citato in (22)) |

### Daq
| Stemma | Casato e blasonatura |
| ------ | --- |
|        | D'Aquino (Tropea, Napoli) inquartato: nel 1º e 4º bandato di oro e di rosso; nel 2º e 3º troncato di argento e di rosso al leone dell'uno nell'altro (citato in (4) – Vol. I pag. 410 e in (22)) bandato di oro e di rosso - leone rampante troncato di rosso e di argento su troncato di argento e di rosso (citato in LEOM) |
|        | D'Aquino (Napoletano) Titolo: nobile inquartato: nel 1° e nel 4° bandato di oro e di rosso; nel 2° e nel 3° spaccato di rosso e d'argento al leone dell'uno nell'altro (citato in (32)) |
|        | D'Aquino (Napoli) Titolo: principe di San Severo, Castelnuovo; duca di Torremaggiore; marchese di Castelnuovo tre bande vermiglie in campo d'argento (arma antica) (citato in (22)) alias inquartato: nel 1º e 4º bandato di oro e di rosso; nel 2º e 3º troncato di argento e di rosso al leone dell'uno nell'altro (citato in (4) – Vol. I pag. 411 e in DAlena) alias inquartato, nel 1° e 4° d'oro a tre bande di rosso (d'Aquino); nel 2° e 3° troncato d'argento e di rosso (alias troncato di rosso e d'argento) al leone dell'uno nell'altro(del Borgo); sul tutto, sovente, viene aggiunto il sole d'oro in ricordo di San Tommaso (citato in (22)) Motto: Bene scripsisti de me Thoma Notizie storiche in Nobili napoletani. |
|        | D'Aquino (Abruzzo) Inquartato: nel 1° e 4° bandato d'oro e di rosso; nel 2° e 3° troncato d'argento e di rosso al leone dell'uno nell'altro; sul tutto il sole di S.Tommaso (citato in DAlena) |
|        | D'Aquino (Cosenza) Bandato d'oro e di rosso (citato in DAlena e in BLCL) |
|        | D'Aquino (Tropea) Inquartato: nel 1° e 4° di rosso a tre bande d'oro; nel 2° e 3° troncato di rosso e d'oro al leone dell'uno nell'altro (citato in BLCL) |
|        | Da Quona (Firenze) D'oro, alla ferza di rosso, posta in banda con l'impugnatura a sinistra (citato in (16)) |
|        | Da Quorla (Firenze) Di nero, a due fasce d'argento e al capo d'oro alias Troncato d'oro e di nero, a due fasce d'argento nel secondo (citato in (16)) |

### Dar
| Stemma | Casato e blasonatura |
| ------ | --- |
|        | Da Rabatta (Firenze) D'azzurro, a cinque stelle a otto punte d'oro ordinate in croce, 1.3.1 (citato in (16)) (DE) In Blau 4 achtstrahlige goldene Sterne 1:3:1 gestellt (citato in (23)) |
|        | Da Rabatta (Firenze) D'argento, al monte di sei cime d'oro, alato di rosso (citato in (16)) |
|        | Da Rabatta (Toscana) (DE) In Silber 1 schwebender goldener Sechsberg, beidseitig begleitet von je 1 nach außen gewendeten roten Flügel (citato in (23)) |
|        | Da Rabatta (Toscana) (DE) In Silber 1 schwebender roter Sechsberg, beidseitig besteckt mit je 1 nach außen gewendeten roten Flügel (citato in (23)) |
|        | Da Rabbia Canina (Toscana) (DE) In Silber 1 silbern behalsbandeter roter Hund (citato in (23)) |
|        | Da Radda (Firenze) D'argento, alla croce di Sant'Andrea d'azzurro accantonata nel primo quarto da un giglio dello stesso (citato in SGLN , CACL , LAND e in SBIS) alias D'argento, alla croce di Sant'Andrea di rosso accantonata nel primo quarto da un giglio dello stesso (citato in ASFI) |
|        | Da Radda o Da Radda del Bue o Raddi o Raddi del Bue (Toscana) (DE) Gold-blau geteilt: Oben 1 schwarzer Adler überhöht von 1 silbernen Krone, unten 3 achtstrahlige goldene Sterne 2:1 gestellt (citato in (23)) |
|        | D'Aragona (Salerno) d'oro, a quattro pali di rosso (citato in (2) – pag. 406 e in DAlena) Particolarità araldica: molti testi riportano questo stemma con la blasonatura palato d'oro e di rosso. |
|        | D'Arcano (Castel d'Arcano, Rive d'Arcano) Titoli: Conte, Signore di Arcano e ville annesse partito: al 1º d'azzurro alla mezza aquila coronata d'oro, uscente dalla partizione; al 2º inquartato: a) e d) d'argento (o d'oro) a tre cani di nero, correnti, posti uno sopra l'altro; b) e c) scaccato d'argento e di rosso di sei file 2, 1 (citato in (4) – Vol. I pag. 413) mezza aquila bicipite di oro coronata dello stesso uscente dalla partizione su azzurro - 3 cani correnti di nero un sull'altro su argento - scaccato di argento e di rosso (citato in LEOM) Cimiero: il cane di nero ritto |
|        | D'Arco (Mantova) Titolo: consignori di Cella Monferrato, Marcorengo d'oro, a tre archi d'azzurro, rovesciati, posti uno sull'altro (citato in (4) – Vol. I pag. 417 e in (18)) 3 archi in riposo di azzurro posti in fascia un sull'altro su oro (citato in LEOM) alias D'oro (bordato di rosso), a tre archi rovesciati al naturale posti uno sull'altro alias D'argento, a tre archi rovesciati di nero, con le corde di rosso, posti uno sull'altro alias Inquartato, al 1° e 4° d'azzurro, a tre archi rovesciati d'oro posti uno sull'altro; al 2° d'oro, a un arco addestrato in palo, al naturale, con corda tesa a destra; al 3° d'oro, a un arco sinistrato in palo, al naturale, con corda tesa a sinistra alias Inquartato, al 1° e 4° d'azzurro, a tre archi rovesciati, di al naturale posti, uno sull'altro; al 2° d'oro, a un arco in palo, di rosso, con corda tesa a destra; al 3° d'oro, a un arco in palo, di rosso, con corda tesa a sinistra alias Inquartato: al 1° e 4° di Baviera, al 2° e 3° d'azzurro, a tre archi rovesciati, al naturale posti, uno sull'altro alias D'oro, a tre archi a riposo, d'azzurro, posti uno sull'altro (citato in (18)) |
|        | D'Arco (Napoletano) (la blasonatura non è stata ancora caricata) (citato in (22)) |
|        | D'Ardicourt o D'Ardincourt (Molise) (la blasonatura non è stata ancora caricata) (citato in DAlena) |
|        | Dardi del Pace (Firenze) D'azzurro, a due frecce basse decussate d'oro, anellate dello stesso alias D'azzurro, a due frecce alte decussate d'oro, impennate dello stesso (citato in (16)) |
|        | D'Ardia (Civitavecchia) Titoli: Principe di Cursi, Duca di Grottaglie partito: nel 1º di Ardia che è: di azzurro al cane corrente sulla pianura erbosa tenente con la bocca una candela ardente rivoltata e sormontato da 3 fiamme disposte in fascia, il tutto al naturale; nel 2º di Palomba che è: di argento alla colomba rivoltata col ramoscello d'olivo nel becco, ferma sulla vetta d'un monte di tre colli il tutto al naturale, col capo di azzurro carico di tre stelle d'oro ordinate in fascia (citato in (4) – Vol. I pag. 417 e Vol. IX pag. 230) cane rampante con torcia accesa in bocca su terrazzo - 3 fiamme in alto poste in fascia tutto al naturale su azzurro - colomba della pace rivolta su 3 vette al naturale uscenti dalla punta su argento - 3 stelle (6 raggi) di oro poste in fascia su azzurro in capo (citato in LEOM) |
|        | Dardinelli (Firenze) Di rosso, al cane rampante d'argento, bailonato di una ghirlanda di... e accostato da due ferri di lancia pure d'argento (citato in (16)) |
|        | Dardonibus o Dardanonibus (la blasonatura non è stata ancora caricata) (citato in DAlena) |
|        | DA Ridolfo (Toscana) (DE) In Gold 2 je mit 3 goldenen Rosen belegte blaue Balken (citato in (23)) |
|        | Da Riglione (Pisa) D'azzurro, a dieci dadi d'argento marcati di nero, ordinati 3.3.3.1 (citato in (16)) |
|        | Da Rignano (Firenze) D'argento, a tre corone radiate d'azzurro, 2.1 (citato in (16)) |
|        | Da Rigo (Pisa) Troncato: nel 1° d'azzurro, a tre spade di nero appuntate in ventaglio; nel 2° di verde, al massacro di cervo d'oro; e alla fascia diminuita d'oro passata sulla troncatura alias Troncato: nel 1° d'azzurro, a tre spade di nero appuntate in ventaglio; nel 2° di verde, al massacro di capro d'oro; e alla fascia diminuita d'oro passata sulla troncatura alias Troncato: nel 1° d'azzurro, a tre pugnali di nero appuntati in ventaglio; nel 2° di verde, al massacro di cervo d'oro; e alla fascia diminuita d'oro passata sulla troncatura alias Troncato: nel 1° d'azzurro, a tre pugnali di nero appuntati in ventaglio; nel 2° di verde, al massacro di capro d'oro; e alla fascia diminuita d'oro passata sulla troncatura (citato in (16)) |
|        | D'Aringo (Firenze) Partito d'oro e d'azzurro, a due teste di leone affrontate dell'uno nell'altro (citato in (16)) (DE) Silber-blau gespalten, darin 2 einwärtsgekehrte abgerissene Löwenköpfe in verwechselten Tinkturen (citato in (23)) alias Partito d'azzurro e d'oro, a due draghi recisi affrontati dell'uno nell'altro, lampassati di rosso (citato in (16)) |
|        | Da Rio (Padova) 2 spade di argento guernite di oro incrociate punte al basso accompagnate da - 2 stelle (5 raggi) di oro poste in palo tutto su verde (citato in LEOM) |
|        | Dario (Abruzzo) (la blasonatura non è stata ancora caricata) (citato in DAlena) |
|        | Dario (Napoletano) (la blasonatura non è stata ancora caricata) (citato in (22)) |
|        | Da Ripafratta (Pisa) Scaccato d'argento e di rosso, lo scacco d'argento nel punto del cuore caricato di un castello di nero (citato in (16)) |
|        | D'Arlì (Toscana) Titolo: Marchese palato d'argento e di rosso (citato in (2) – pag. 405) |
|        | D'Arlì di rosso, a tre pali d'argento (citato in (5) – pag. 146) |
|        | Darmello o Darmelli o D'Armelli (Moncalieri) Titolo: signori di La Loggia, Robassomero D'argento, alla mano d'aquila, di nero (citato in (18)) |
|        | D'Armer (Cadore, Venezia) (la blasonatura non è stata ancora caricata) (citato in UNFE) Immagine nella Biblioteca Estense Universitaria (id. 7056), su bibliotecaestense.beniculturali.it. URL consultato l'11 dicembre 2020 (archiviato dall'url originale il 4 marzo 2016). |
|        | Da Romano (Verona) palo di oro su azzurro accompagnato da - 6 gigli di oro posti in doppio palo su azzurro (citato in LEOM) |
|        | Da Romano (Padova) giglio di oro ornato negli interstizi da 2 rose stelate dello stesso e bottonate di rosso su azzurro (citato in LEOM) |
|        | Da Romena (Firenze) Partito cuneato di... e di... (citato in (16)) |
|        | Da Romena (Firenze) Troncato d'azzurro e d'oro, alla stella a otto punte del secondo nel primo alias Troncato d'azzurro e d'oro, alla stella a otto punte del secondo nel primo; con il capo di Santo Stefano (citato in (16)) |
|        | Da Romena (Firenze) D'oro, al rincontro di bufalo di nero, sormontato da un lambello a tre pendenti di rosso (citato in (16)) |
|        | Da Romena (Toscana) (DE) Blau-gold geteilt, oben 1 achtstrahliger goldener Stern (citato in (23)) |
|        | Da Rondinaia (Firenze) Di..., alla banda di..., caricata di tre uccelli dal volo chiuso di..., e accompagnata in capo da un lambello a quattro pendenti di... (citato in (16)) |
|        | Darpo (Venezia) semitroncato - semitagliato - e ritroncato di rosso e di argento (citato in LEOM) |
|        | D'Arrigo (Firenze) D'argento, alla fascia di rosso, accompagnata in capo da un uccello di nero posato sulla pezza, e in punta da due clave decussate di rosso (citato in (16)) |
|        | D'Arrigo (Toscana) (DE) In Blau 1 silbernes Kreuz, an den Enden überdeckt von 4 roten Rosen (citato in (23)) |
|        | D'Artus o Artois (Molise) D'azzurro al leone rampante, ed undici rocchi d'oro (citato in DAlena) |
|        | D'Artus o Artus (Napoletano) d'azzurro ai sei rocchi di argento, disposti in fascia 3, 2, 1 (arma antica) alias d'azzurro ai sei rocchi di argento disposti in fascia 3, 2, 1 e sinistrati da un leone rampante d'oro con la coda contro rivoltata alias d'azzurro agli otto rocchi d'argento disposti in fascia alias d'azzurro ai dieci rocchi d'argento disposti in fascia 4,3,2,1 alias d'azzurro agli undici rocchi disposti in fascia 3,2,3,2,1 e sinistrati da un leone rampante con la coda contro rivoltata, il tutto d'oro (citato in (22)) Notizie storiche in Nobili napoletani. |

### Das
| Stemma | Casato e blasonatura |
| ------ | --- |
|        | Da Sacca (Firenze) Di..., al monte di sei cime di..., sostenente due rametti di..., e sormontato da un giglio, talvolta bottonato, di... (citato in (16))                                                                                             |
|        | Da Sacco (Verona) banda di argento su rosso (citato in LEOM) |
|        | Da San Casciano (Pisa) Fasciato di sei pezzi d'oro e di nero, al capo di rosso alias D'azzurro, alla fascia doppiomerlata d'oro (citato in (16)) |
|        | Da San Miniato (Toscana) (DE) In Blau 1 roter Schrägbalken, der Figur nach belegt mit 3 silbernen Kleeblättern und beidseitig der Figur nach begleitet von je 3 achtstrahligen goldenen Sternen (citato in (23))                                      |
|        | Da San Miniato (Toscana) (DE) In Silber 1 roter Schrägbalken, der Figur nach belegt mit 3 silbernen Kleeblättern und beidseitig der Figur nach begleitet von je 3 achtstrahligen blauen Sternen (citato in (23))                                      |
|        | Da San Miniato (Toscana) (DE) In Silber 1 roter Schrägbalken, der Figur nach belegt mit 3 silbernen Kleeblättern und beidseitig der Figur nach begleitet von je 3 achtstrahligen goldenen Sternen (citato in (23))                                    |
|        | Da San Quintino (Firfenze) D'argento, al leone d'azzurro tenente con le branche anteriori una fiamma di rosso, accompagnato in capo da due gigli dello stesso (citato in (16))                                                                        |
|        | Da San Gallo (Toscana) (DE) In Gold 2 blaue Schrägleisten, dazwischen begleitet von 3 achtstrahligen blauen Sternen (citato in (23)) |
|        | Da Sangallo (Firenze) D'azzurro, a quattro crescenti montanti d'oro, 1.2.1, e alla bordura dello stesso caricata di otto stelle a otto punte del campo (citato in (16))                                                                               |
|        | Da Santa Croce (Firenze) D'azzurro, al crescente montante d'argento, sormontato da una figura partita di mezza crocetta di rosso a destra e di mezzo giglio d'oro a sinistra; il tutto abbassato sotto il capo cucito d'Angiò (citato in (16))        |
|        | Da Santo Regolo (Pisa) D'oro, al leone d'argento, e alla banda attraversante d'azzurro, caricata di tre stelle a otto punte del campo (citato in (16))                                                                                                |
|        | Da Scarperia (Toscana) (DE) In schwarz-silber geteiltem Feld 1 Löwe in verwechselten Tinkturen (citato in (23)) |
|        | Da Schio (Schio, Vicenza, Castelgomberto, Costozza, Venezia) mezza aquila bicipite di nero coronata alla reale dello stesso uscente dalla partizione su oro - sirena al naturale posta in maestà a 2 code coronata di oro su oro (citato in LEOM)     |
|        | Da Scorno (Pisa, Firenze) Partito: nel 1° d'oro, al corno da caccia di rosso, legato dello stesso; nel 2° d'argento, a tre bande di nero (citato in (16)) corno da caccia di rosso legato di oro su oro - 3 bande di nero su argento (citato in LEOM) |
|        | Da Secciano (Firenze) Di rosso, al capo d'argento caricato di tre uccelli soranti di nero, sostenuti dalla base della pezza (citato in (16)) |
|        | Da Sessa d'oro, a tre bande scaccate d'argento e d'azzurro di tre file (citato in (3) ) |
|        | Da Sesso o Sessi (Vicenza, Reggio Emilia) aquila bicipite di nero coronata di rosso su oro - bandato di oro e di scaccato di azzurro e di argento (2file) (citato in LEOM)                                                                            |
|        | Da Sommaia (Firenze) D'argento, allo scaglione d'azzurro (citato in (16)) (DE) In Silber 1 erniedrigter blauer Sparren (citato in (23)) alias D'argento, allo scaglione d'azzurro accompagnato in punta da una rosa di rosso (citato in (16))         |
|        | Dassi (Firenze) D'azzurro, a due badili d'oro appuntati per i manici su un monte di sei cime dello stesso (citato in (16)) |
|        | Dassi (Pavia) 4 cotisse in banda di argento su azzurro alternate da - 9 stelle (6 raggi) di oro su azzurro poste 1,2,3,2,1, in banda (citato in LEOM)                                                                                                 |
|        | D'Aste d'oro, a cinque cotisse di rosso, al leone di azzurro coronato del medesimo sul tutto (citato in (4) – Vol. I pag. 374) |
|        | D'Aste (Albenga) Titolo: conti di Somano D'oro, al leone di rosso coronato del campo, con otto filetti di nero, posti in barra, attraversanti (citato in (18))                                                                                        |
|        | D'Aste (Roma) (la blasonatura non è stata ancora caricata) (Immagine nell' Archivio Storico Capitolino (PDF).) |
|        | Dasti (Ascoli Piceno) Titolo:Nobili di Corneto d'oro al leone al naturale attraversante in banda (citato in (4) – Vol. II pag. 603 e in DAlena) |
|        | Dastringari (Firenze) D'oro, al leone di..., e alla banda attraversante di... (citato in (16)) |

### Dat
| Stemma | Casato e blasonatura |
| ------ | --- |
|        | Da Teodorano (Cesena) (la blasonatura non è stata ancora caricata) (citato in BLCW) Immagine in Blasone Cesenate. |
|        | Da Terricciola (Pisa) Di verde, alla banda d'oro caricata di tre monti di tre cime di nero, posti e ordinati nel senso della pezza (citato in (16)) |
|        | Dati o Capirossi (Firenze) D'argento, a tre teste umane di rosso, poste in profilo e ordinate in banda (citato in (16)) alias D'argento, a tre teste umane di rosso, poste in profilo e ordinate in banda, sormontate da un lambello a tre pendenti dello stesso (citato in (16)) (DE) In Silber 3 rote Mannsköpfe schrägbalkenweise, oben begleitet von 1 vierlätzigen roten Turnierkragen (citato in (23)) alias D'argento, a tre teste umane di rosso, poste in profilo e ordinate in banda, sormontate da un lambello a quattro pendenti dello stesso (citato in (16)) |
|        | Dati (Lucca, Firenze) Di..., alla ruota doppia di... (citato in (16)) |
|        | Dati (Pistoia) D'azzurro, al delfino guizzante in palo d'oro, lampassato di rosso (citato in (16)) |
|        | Dati (Napoletano) d'oro, alla fascia ondata di azzurro (citato in (32)) |
|        | Dati (Cremona) Titolo: marchesi di Sospiro, di Motta Baluffi, di Cella d'oro all'aquila di nero coronata del campo (citato in BLCR) Immagine in Blasonario Cremonese (archiviato dall'url originale il 1º maggio 2017). |
|        | Datini (Prato) Bandato di sei pezzi d'argento e di rosso, alla losanga d'azzurro attraversante e posta nel punto del capo, caricata di un giglio d'oro alias D'argento, a tre bande di rosso, la centrale caricata di un giglio d'oro posto nel senso della pezza (citato in (16)) |
|        | Da Toiano (Pisa) Sbarrato di... e di... (citato in (16)) |
|        | Da Torbiato d'argento, alla torre dello stesso, aperta del campo (citato in (3) ) |
|        | Da Torri (Firenze) Partito: nel 1° fasciato di sei pezzi d'argento e di rosso; nel 2° del primo, alla rosa del secondo (citato in (16)) |
|        | Da Torri o Da Torri Buonaccorso (Toscana) (DE) In Blau 1 gezinnter silberner Turm (citato in (23)) |
|        | Da Trelbio (Firenze) Inquartato d'oro e d'azzurro, alla banda attraversante di rosso alias Partito: nel 1° fasciato di sei pezzi d'argento e di rosso; nel 2° d'azzurro pieno (citato in (16)) |
|        | Datta o Data D'oro, a tre bande d'azzurro Motto: Luce a sole data (citato in (18)) |
|        | Datti (Roma) d'azzurro alla banda d'argento col lambello di quattro pendenti di rosso tra i quali tre stelle d'oro (citato in (4) – Vol. II pag. 603) |
|        | Datti (Roma) d'azzurro alla banda di rosso col lambello di quattro pendenti d'oro tra i quali tre stelle di sei punto dello stesso (Immagine nell' Archivio Storico Capitolino (PDF) (archiviato dall'url originale il 4 marzo 2016).) |
|        | Datti (Roma) fascia di rosso su azzurro - lambello (4gocce) di oro 3 stelle (6 raggi) dello stesso in alto tra le gocce su azzurro - azzurro pieno (citato in LEOM) |
|        | Dattila (Cosenza) D'azzurro alla palma da dattero d'oro accostata da due stelle a 8 punte dello stesso (citato in DAlena e in BLCL) |
|        | Dattila o Dattula (Sicilia) d'azzurro, alla palma d'oro, movente dalla punta, accostata da due stelle dello stesso (citato in Mango) |
|        | Dattili (Voghera) aquila di nero coronata di oro su oro - albero di palma su terrazzo di verde al naturale su azzurro (citato in LEOM) |
|        | Dattilo D'azzurro alla palma di dattero d'oro accostata da due stelle del medesimo (citato in DAlena) |

### Dau
| Stemma | Casato e blasonatura |
| ------ | --- |
|        | D'Aubert (Napoli) di nero all'aquila di oro al volo abbassato fissante una stella di cinque raggi dello stesso posta nel canton destro del capo (citato in (4) – Vol. I pag. 443) aquila di oro ali abbassate (volo) mirante - stella (5 raggi) dello stesso in alto a sinistra su nero (citato in LEOM) |
|        | D'Aubry (Chieri) D'azzurro, allo scaglione d'oro, accompagnato da tre rose d'argento (citato in (18)) |
|        | Da Ugnano (Firenze) Partito d'azzurro e d'argento, al giglio bottonato dell'uno all'altro (citato in (16)) |
|        | Dauit (Venezia) (FR) Bandé d'or et de gueules de huit pièces, au chef d'or, ch. d'un D gothique de gueules (citato in JB Rietstap, su euraldic.com (archiviato dall'url originale il 18 gennaio 2018).) |
|        | Dauli (Venezia) (FR) Coupé, au 1, de gueules, à une croisette d'or, au 2, de sinople, à une croisette d'argent. (citato in JB Rietstap, su euraldic.com (archiviato dall'url originale il 18 gennaio 2018).) |
|        | Da Uliveto (Pisa) D'oro, all'albero di verde nodrito su un monte di tre cime dello stesso, e sostenente sulla chioma un'aquila dal volo abbassato di nero (citato in (16)) |
|        | D'Aumont (la blasonatura non è stata ancora caricata) (citato in UNFE) Immagine nella Biblioteca Estense Universitaria (id. 4814). |
|        | Daun (Palatinato) D'oro, inferriato di rosso (citato in (18)) |
|        | D'Austria (Molise) di rosso alla fascia d'argento (citato in DAlena) |
|        | D'Austria o Austria (Sicilia) d'azzurro, alla nave fornita al naturale, le vele in poppa, posta sopra un mare fluttuoso di verde, movente dalla punta, la nave sormontata, alla sommità dell'albero, da una aquila spiegata di nero, con la testa rivolta alla parte sinistra dello scudo e la bocca aperta; lo scudo con la bordura d'oro (citato in Mango) |
|        | D'Authier o D'Authier de Sisgaud (La Penne) Titolo: conti di Saint Barthélemy; signori de La Penne e Chaudol; consignori di Sant'Antonino D'azzurro, a tre cipressi d'oro uno accanto all'altro (alias male ordinati) (citato in (18)) |
|        | D'Auxy (Fiesole) scaccato di cinque file d'oro e di rosso (citato in (8) e in (16)) |
|        | Da Uzzano (Firenze) Fasciato di sei pezzi d'argento e di rosso, al capo d'azzurro caricato di tre stelle a otto punte d'oro ordinate fra i quattro pendenti di un lambello di rosso (citato in (16)) (DE) Unter 1 blauen Schildhaupt, darin 1 vierlätziger roter Turnierkragen mit je 1 goldenen Stern zwischen den Lätzen, der rechte sechsstrahlig, die übrigen siebenstrahlig, in Silber 3 rote Balken (citato in (23)) alias Fasciato di sei pezzi d'argento e di rosso, al capo d'azzurro caricato di tre stelle a otto punte d'oro (citato in (16)) (DE) Unter 1 blauen Schildhaupt, darin 3 achtstrahlige goldene Sterne, 5mal silber-rot geteilt (citato in (23)) |

### Dav
| Stemma | Casato e blasonatura |
| ------ | --- |
|        | Da Vaglia (Firenze) D'argento, alla banda ondata d'azzurro (citato in (16)) (DE) In Silber 1 erniedrigter blauer Wellenschrägbalken (citato in (23)) |
|        | Da Vaglia (Toscana) (DE) In Rot 1 gold-blau geschachter Balken (citato in (23)) |
|        | D'Avalo o D'Avalos Titolo: Principi di Montesarchio d'azzurro, al castello torricellato di tre pezzi e merlato d'oro, aperto d'argento e finestrato di nero, con la bordura composta d'argento e di rosso (citato in (5) - pag. 119 e in (6) – pag. 383 (il testo non riporta blasonatura)) |
|        | D'Avalos (Napoli) Titolo: principe: di Troia, d'Isernia, di Francavilla, di Roccella; duca: di Montenegro, Monte Itilia e Monte Bello; marchese: di Castro Vetere; conte: della Grotteria, di Scerni, Pollutri, Casal Bordino, Furci, Guilmi, Gissi, Lentella, Casalanguida, Liscia, Colle di Mezzo; barone: di Condojanno d'azzurro alla torre merlata d'oro, con la bordura di argento e di rosso, di sedici pezzi (citato in (4) – Vol. IX pag. 244) D'azzurro alla torre merlata d'oro, con la bordura composta d'argento e di rosso di 16 pezzi (citato in DAlena) d'azzurro alla torre con tre torrette merlate d'oro, con la bordura composta di sedici pezzi alternati d'argento e di rosso (citato in (22)) alias torre merlata alla ghibellina di oro aperta e finestrata di azzurro su azzurro - bordura composta di argento e di rosso (16 pezzi) (citato in LEOM) alias D'azzurro al castello d'oro; colla bordura composta d'oro e d'argento (citato in DAlena) Motto: Finiunt pariter renovantque labores Notizie storiche in Nobili napoletani. |
|        | D'Avalos (Celenza) (la blasonatura non è stata ancora caricata) (citato in DAlena) |
|        | D'Avalos (Napoli) Titolo: marchesi di Castelnuovo Scrivia (1526); conti di Castellazzo Bormida, Sezzè; signori di Bassignana, Caluso, Sale D'azzurro, alla torre d'oro, aperta e finestrata di rosso, con la bordatura composta d'argento e di rosso (citato in (18)) alias D'azzurro, al castello d'oro, torricellato di tre pezzi, con la bordatura composta d'argento e di rosso (citato in (18) e in (22) alias Inquartato, al 1° e 4° d'azzurro, al castello d'oro, torricellato di tre pezzi, con la bordatura composta d'argento e di rosso (d'Avalos), al 2° e 3° controinquartato, al I e IV bandato d'oro e di rosso (d'Aquino), al II e III troncato d'argento e di rosso, al leone dell'uno nell'altro (del Borgo) Motto: Finiunt pariter renovantque labores (citato in (18)) |
|        | D'Avanchy o D'Avanchier Titolo: signori di Ozegna Partito d'argento e di rosso, alla cotissa d'oro attraversante (citato in (18)) |
|        | Davanzati di verde al leone d'oro tenente una croce d'argento (citato in (4) – Vol. III pag. 228) |
|        | Davanzati (Firenze) D'azzurro, al leone d'oro, armato e lampassato di rosso (citato in (16)) (DE) In Blau 1 rotgezungter und rotbewehrter goldener Löwe (citato in (23)) alias D'azzurro, al leone d'oro, armato e lampassato di rosso; con il capo dell'Impero d'Oriente (citato in (16)) alias D'azzurro, al leone d'oro, armato e lampassato di rosso; con il capo di Malta (citato in (16)) alias D'azzurro, al leone d'oro, armato e lampassato di rosso; con il capo di Santo Stefano (citato in (16)) |
|        | Davanzati (Toscana) (DE) Blau 1 schräggelegter goldener Löwe (citato in (23)) |
|        | Davanzati (Firenze) Di rosso, alla banda scaccata di tre file d'argento e d'azzurro (citato in (16)) |
|        | Davanzi (Firenze) D'azzurro, a due branche di leone decussate d'oro alias D'azzurro, a due branche di leone decussate, quella in sbarra di rosso, quella in banda attraversante d'oro (citato in (16)) |
|        | D'Avanzo (Napoletano) (la blasonatura non è stata ancora caricata) (citato in (22)) |
|        | Da Varlungo (Firenze) D'azzurro, a due gigli fustati decussati d'oro (citato in (16)) |
|        | Da Vecchiano (Pisa, Firenze) Troncato cuneato di rosso e d'argento, al cane rampante attraversante d'oro, tenente con le zampe anteriori uno scudetto rotondo dell'Impero (citato in (16)) |
|        | Da Vecchiano (Pisa) Di rosso, al palo d'argento caricato di tre rose del campo (citato in (16)) |
|        | D'Avella (Napoletano) (la blasonatura non è stata ancora caricata) (citato in (22)) |
|        | Daveo (Saorgio) Inquartato, al 1° e 4° d'azzurro, al tralcio di vite fogliato e fruttato, d'argento, posto in palo, al 2° e 3° d'argento, a tre leoni passanti guardanti, di nero, uno sull'altro (citato in (18)) |
|        | Daverio (Venezia) (FR) Coupé, au 1, d'or, à l'aigle de sable, couronnée du champ, au 2, de gueules, à trois fasces d'or. Cimier: l'aigle, issante. (citato in JB Rietstap (archiviato dall'url originale il 18 gennaio 2018).) |
|        | Da Verrazzano o Da Verrazzano della Scala (Firenze) Partito d'oro e d'argento, alla stella a otto punte attraversante di rosso (citato in (16)) alias Partito d'oro e d'argento, alla stella a otto punte attraversante di rosso, la stella accompagnata nel cantone destro del capo da una losanga d'azzurro caricata di un giglio d'oro (citato in (16)) (Immagine nella Raccolta stemmi Trippini (JPG).) (DE) In gold-silber gespaltenem Feld 1 achtstrahliger facettierter roter Stern, im rechten Obereck begleitet von 1 blauen Raute, diese belegt mit 1 goldenen Lilie (citato in (23)) |
|        | Da Vespignano (Firenze) D'oro, al leone di verde (citato in (16)) |
|        | Da Vicano o Da Vicano delle Ruote(Toscana) (DE) Grün-gold schräggeteilt, oben 2 gekreuzte goldene Zweige, überdeckt von 1 jochähnlichen goldenen Figur (citato in (23)) |
|        | Da Vicchio (Firenze) Troncato: nel 1° d'azzurro, allo scaglione d'oro; nel 2° vaiato d'oro e di nero (citato in (16)) |
|        | Da Vico (Pisa) Troncato di... e di..., alla spada bassa attraversante d'argento, posta in banda (citato in (16)) |
|        | Da Vico (Pisa) Troncato d'argento e di rosso alias Troncato di rosso e d'oro alias Di rosso, al monte di sei cime d'oro, cimato da una croce dello stesso alias Di..., al castello turrito di... (citato in (16)) |
|        | Da Vico (Parma) torre di rosso merlata di 3 pezzi alla ghibellina aperta e finestrata di nero accollata da una vite di verde fruttata di rosso uscente dalla porta e entrante e fuoriuscente dalle finestre su argento (citato in LEOM) |
|        | Davico (Torino, Fossano) Titolo: Conti di Quittengo, Ballada, Salabue; signori di Vezza di rosso al palo d'argento, accostato da due viti d'oro (citato in (4) – Vol. II pag. 603 e in (18)) di rosso, al palo d'argento accostato da due tralci di vite d'oro (citato in (26)) alias Di rosso, alla fascia d'argento (citato in (18)) Cimiero: la mano di carnagione impugnante una palma / un destrocherio di carnagione, tenente un ramo di palma di verde Motto: Vae vi de vi |
|        | Da Vico Bilanci (Pisa) Interzato in fascia: nel 1° troncato di rosso e d'oro, a tre rose, 2.1, del primo nel secondo; nel 2° d'azzurro, all'aquila bicipite di nero, coronata d'oro; nel 3° d'oro, al destrocherio di carnagione vestito d'azzurro, tenente una bilancia al naturale (citato in (16)) |
|        | David (Molise) (la blasonatura non è stata ancora caricata) (citato in DAlena) |
|        | David (Torino) Titolo: conti di Serravalle D'oro alla vite di verde, sbarbicata, con due tralci passati e ripassati in croce di S. Andrea, e accostata da due basilischi al naturale, crestati e linguati di rosso Motto: Innoxia virtus (citato in (18)) |
|        | D'Avieno (la blasonatura non è stata ancora caricata) (citato in DAlena) |
|        | Davila (Cesena) (la blasonatura non è stata ancora caricata) (citato in BLCW) Immagine in Blasone Cesenate. |
|        | Da Vinci (Firenze) Palato d'oro e di rosso (citato in (16)) |
|        | Da Vinci (Toscana) Inquartato d'oro e d'azzurro (DE) Gold-blau geviert (citato in (23)) |
|        | Davini (Prato) D'argento, alla fascia d'azzurro, caricata di tre stelle a otto punte d'oro; e accompagnata in capo da un ceppo di vite di verde, fruttifero di rosso, e in punta da tre filetti in fascia di rosso (citato in (16)) |
|        | D'Avino (Napoletano) d'azzurro, al destrocherio tenente un grappolo d'uva gambuto e fogliato, il tutto al naturale, su di un calice d'oro, posto in punta dello scudo (citato in (32)) |
|        | D'Avise (Val d'Aosta) Titolo: signori di Avise, Montailleur, Planaval, Rochefort D'azzurro, al leone d'oro, armato e linguato di rosso Motto: Qui tost Avise tard se repent (citato in (18)) |
|        | Daviso o Daviseo Davisod (Aosta, Torino, Cuneo) Titolo: Barone di Charvensod d'azzurro, al leone d'oro, linguato ed armato di rosso, fissante il sole d'oro, orizzontale destro (citato in (4) – Vol. II pag. 604, in (18) e in (26)) alias d'azzurro, al leone d'oro, armato e linguato di rosso fissante un sole dello stesso posto nel canton destro del capo (citato in (26)) Motto: Qui tost avise tard se repent |
|        | Davison (Roma) (la blasonatura non è stata ancora caricata) (Immagine nell' Archivio Storico Capitolino (PDF) (archiviato dall'url originale il 4 marzo 2016).) |
|        | Davitti (Colle) Partito: nel 1º di..., a tre gigli di..., 2.1; nel 2º palato di sei pezzi di... e di... (citato in (16)) |
|        | Davizi (Firenze) Partito controtroncato cuneato d'argento e di rosso (citato in (16)) (DE) Silber-rot gespalten und spitzenförmig geteilt (citato in (23)) |
|        | D'Avolo o D'Avalos (Napoli) d'azzurro, al maschio di fortezza d'oro e la bordura composta d'oro e di rosso (citato in (2) – pag. 157 e in DAlena) |
|        | Da Volognano (Toscana) (DE) In Gold 1 schräggelegter silberner Kommandostab (citato in (23)) |

### Day
| Stemma | Casato e blasonatura |
| ------ | --- |
|        | D'Ayala di rosso, a due lupi affrontati al naturale (citato in (4) – Vol. I pag. 455) |
|        | D'Ayala o D'Ayala Valva o Ayala (Napoli, Roma, Taranto) Titolo: conte, conte di Recalmuto, nobile dei conti, duca di Valverde, marchese di Valva, nobile dei marchesi di Valva, nobile di Taranto, trattamento di donna e don d'argento a due lupi al naturale passanti uno sull'altro, con la bordura di rosso caricata di otto decusse d'oro (citato in (4) – Vol. IX pag. 249) partito: nel 1º d'argento a due lupi al naturale passanti uno sull'altro, con la bordura di rosso caricata di otto decusse d'oro (D'Ayala); nel 2º d'argento, alla fascia di rosso, accompagnato da nove uccelli di nero, cinque in capo, 1, 2 e 2 quello di mezzo ed in capo coronato d'oro, e quattro in punta rivoltati, 2 e 2 (Valva) partito: nel 1º d'argento a due lupi al naturale passanti uno sull'altro, sormontati da un lambello di rosso, con la bordura di rosso caricata di otto decusse d'oro (D'Ayala); nel 2º d'argento, alla fascia di rosso, accompagnato da nove uccelli di nero, cinque in capo, 1, 2 e 2 quello di mezzo ed in capo coronato d'oro, e quattro in punta rivoltati, 2 e 2 (Valva) (citato in (4) – Vol. IX pag. 249 e in (19)) partito: nel 1º di rosso, a due lupi affrontati al naturale (D'Ayala); nel 2º d'argento, alla fascia di rosso, accompagnato da otto merlotti di nero, posti in cinta (Valva) (citato in (4) – Vol. I pag. 455 e in (5)) |
|        | D'Aymaville (Aymaville) Titolo: signori di Aymaville D'oro, al leone di nero, armato e linguato di rosso (citato in (18)) |

### Daz
| Stemma | Casato e blasonatura |
| ------ | --- |
|        | Da Zara (Padova) leone rampante di oro su - 2 fasce di rosso bordate di argento su azzurro (citato in LEOM) |
|        | Daziani o Daciani (Mondovì) Titolo: signori della Margarita Quattro punti di azzurro equivalenti a cinque d'oro Motto: Laborans quiesco (citato in (18)) |
|        | Dazzi (Firenze) Partito d'azzurro e d'argento, alla testa e collo di bue attraversante d'oro, sinistrata da un giglio dello stesso; con il capo d'Angiò (citato in (16)) alias (DE) Unter 1 blauen Schildhaupt, darin 1 vierlätziger roter Turnierkragen mit je 1 goldenen Lilie zwischen den Lätzen (Capo d'Angiò), in blau-silber gespaltenem Feld 1 goldener Stierkopf (citato in (23)) |
|        | Dazzi (Toscana) (DE) In Blau 1 goldene Lilie und 1 goldener Stierkopf balkenweise, oben begleitet von 1 dreilätzigen roten Turnierkragen (citato in (23)) |
|        | D'Azzi (Toscana) (DE) Unter silbernem? Schildhaupt, darin 1 vierlätziger roter Turnierkragen begleitet von je 1 goldenen Lilie zwischen den Lätzen, blau-silber gespalten, darin 1 goldener Stierkopf, rechts oben begleitet von 1 goldenen Lilie (citato in (23)) |
|        | D'Azzia (Napoli, Capua)) Titolo: Marchese della Terza Banda contromerlata di argento su nero (citato in (22)) |